# XX - Donne da morire
Xx - Donne da morire è un film collettivo del 2017 diretto da Roxanne Benjamin, Karyn Kusama, Annie Clark e Jovanka Vuckovic. Il film è stato presentato al Sundance Film Festival il 22 gennaio 2017.

## Trama

### The Box
Scritto e diretto da Jovanka Vuckovic, tratto dal racconto di Jack Ketchum.
Su un treno con sua madre Susan, Danny vede un uomo con una scatola rossa; l'uomo lo descrive come "un regalo" e permette a Danny di guardarci dentro. Dopo aver visto il contenuto della scatola Danny si rifiuta di mangiare.

### The Birthday Party
Scritto da Roxanne Benjamin e Annie Clark, diretto da Annie Clark.
Mary tenta di organizzare una festa di compleanno alla figlia Lucy e quando trova suo marito David morto nello studio, decide di nascondere il corpo invece di chiamare il 911.

### Don't Fall
Scritto e diretto da Roxanne Benjamin.
Paul, Gretchen, Jess e Jay sono tutti in una spedizione nel deserto quando scoprono un antico dipinto rupestre raffigurante uno spirito malvagio. Durante la notte Gretchen viene attaccata da una creatura simile allo spirito nel dipinto.

### Her Only Living Son
Scritto e diretto da Karyn Kusama.
Andy sta per compiere 18 anni e sua madre Cora dovrà fare i conti con il desiderio di suo figlio di riavvicinarsi al padre.